# Pentagonal bipyramidal molekylær geometri
I kemi er pentagonal bipyramidal er en molekylær geometri med ét centralt atom med syv atomer eller ligander i hvert hjørne af en pentagonal bipyramid. En perfekt pentagonal bipyramide har symmetrien D5h.
Den pentagonale bipyramidale geometri er et eksempel, hvor ligandernes bindingsvinkel ikke er identisk (se også trigonal bipyramidal molekylær geomtri). Det er en af tre almindelige former for heptakoordineret overgangsmetal-komplekser sammen med capped oktahedron og capped trigonal prisme.

## Eksempler
- Iodheptafluorid (IF7) with 7 bonding groups
- Rhenium heptafluorid (ReF7)
- Peroxo chrom(IV) complexes, e.g. [Cr(O2)2(NH3)3] hvor peroxogrupperne er placeret i de fire pladser.
- ZrF3−7 and HfF3−7[4][5]